# Бренеро
Бренеро (итал. Brennero) је насеље у Италији у округу Болцано, региону Трентино-Јужни Тирол.
Према процени из 2011. у насељу је живело 247 становника. Насеље се налази на надморској висини од 1372 м.

## Становништво
| 1931. | 1936. | 1951. | 1961. | 1971. | 1981. | 1991. | 2001. | 2011. |
| ----- | ----- | ----- | ----- | ----- | ----- | ----- | ----- | ----- |
| 2.246 | 2.276 | 2.414 | 2.645 | 2.600 | 2.443 | 2.242 | 18    | 2.087 |